# Gnophos pupillata
Gnophos pupillata là một loài bướm đêm trong họ Geometridae.